# Musée Marc-Chagall (Vitebsk)
Pour les articles homonymes, voir Musée Marc-Chagall.
Le musée Marc-Chagall de Vitebsk, en Biélorussie.

## Maison de Marc Chagall
Dans cette maison, rue Pokrovskaia, que le père de l'artiste fit construire au début des années 1900, Marc Chagall passa sa première jeunesse. Le grand peintre retrace cette période de sa vie dans le livre autobiographique Ma Vie. 
Ouvert en 1997, le musée rassemble des objets de la vie courante de la limite des XIX-XX siècles, ainsi que des copies de documents d'archives et d'œuvres du peintre qui dépeignent la vie de Chagall et de ses parents à Vitebsk.

## Centre ďart Marc-Chagall
Créé en 1992, il organise régulièrement des expositions d'œuvres graphiques de Chagall (lithographies, xylographies, eaux-fortes, aquatintes). La collection du musée possède la série d'illustrations pour le poème de Nicolas Gogol Les âmes mortes (1923-1925), les séries d'illustrations en couleurs sur le thème de la Bible, créées en 1956 et 1960, le cycle des lithographies en couleurs Les Douze Tribus d'Israël (1960) et d'autres œuvres de l'artiste.